# Matzleinsdorfer Hochhaus

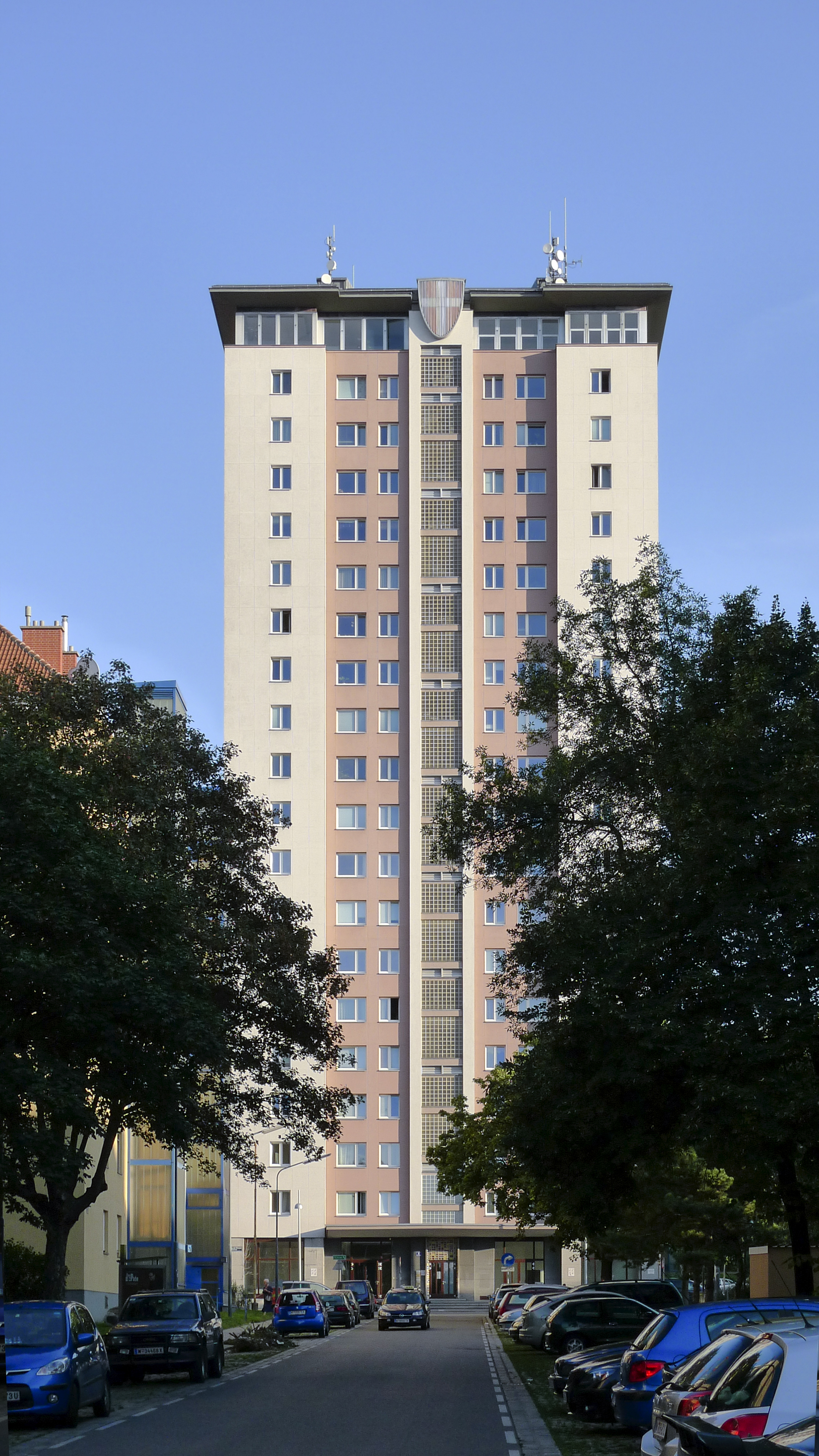
Das Hochhaus in Richtung 10. Bezirk

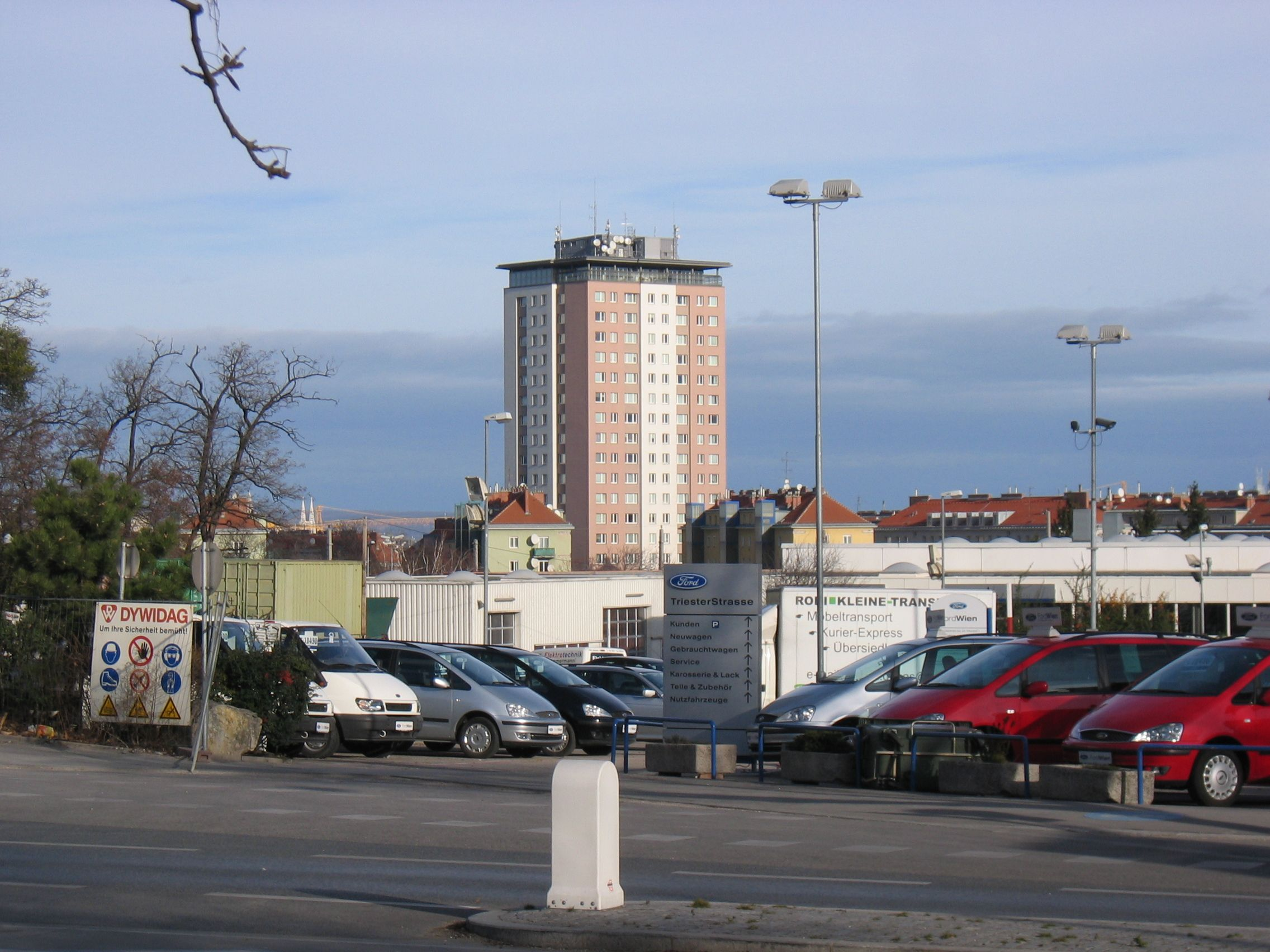
Das Hochhaus als "Südturm"

Das 20-stöckige Hochhaus am Matzleinsdorfer Platz im 5. Wiener Gemeindebezirk wurde zwischen 1954 und 1957 nach Plänen der Architekten Ladislaus Hruska und Kurt Schlauss errichtet. Das inklusive Antenne 68 m hohe Hochhaus war das erste Hochhaus der Gemeinde Wien. Es ist 26,7 m lang, 20,6 m breit und beherbergt 103 Wohnungen zwischen 41 m² und 83 m² (Vor der Sanierung 2002 waren es 108 Wohnungen). Es stellt das Zentrum des ca. 6 Hektar großen Areals des Theodor-Körner-Hofes dar und setzt nicht nur ein markantes Zeichen an der südlichen Einfahrtstraße (B17) Wiens („Südturm“), sondern nimmt seit der Fertigstellung auch im gesamtstädtischen Bild einen bedeutenden Stellenwert ein. 
Es ist das erste Hochhaus, das im Rahmen des kommunalen Wohnbaus (Gemeindebau) der Nachkriegszeit errichtet wurde und mit Zentralheizung ausgestattet wurde und somit damaligen architektonischen Vorstellungen entsprach. Es ist der erste Wohnbau mit Anschluss an die Fernwärme. In der Anfangszeit befand sich im obersten Stockwerk ein Restaurant mit Aussichtsterrasse. Mittlerweile befinden sich zahlreiche Mobilfunk-Antennen am Dach.

## Historische Ansichten

Historische Ansichten des Matzleinsdorfer Hochhauses
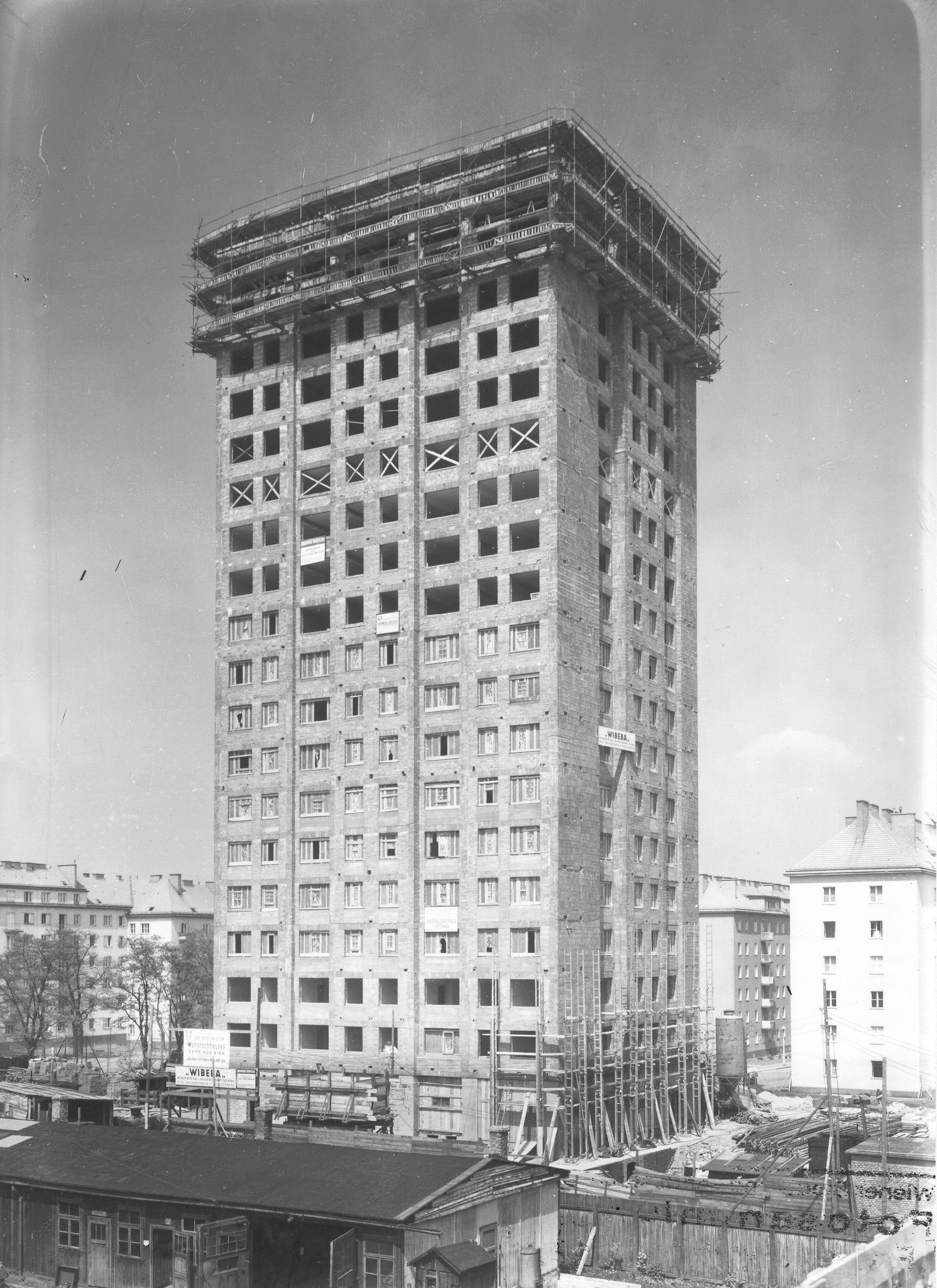
Das Hochhaus in Bau
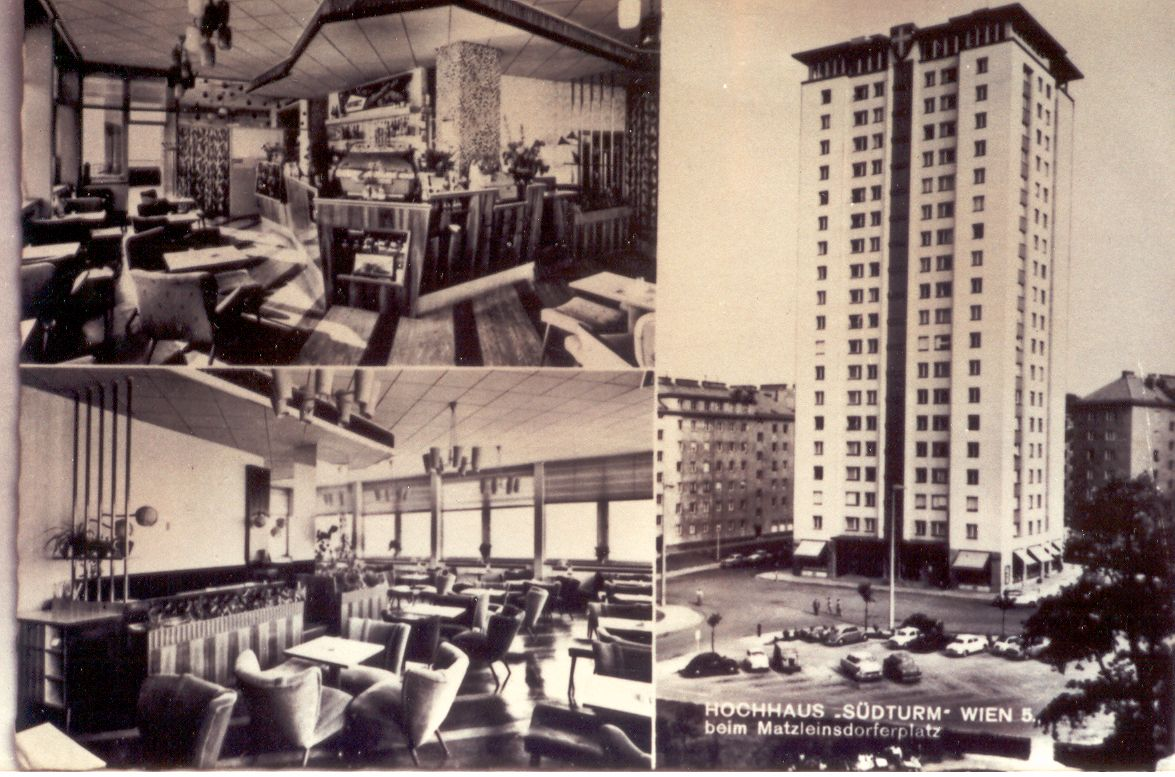
Das ehemalige Restaurant im 20. Stockwerk